# الاستفتاء على الدستور الفرنسي 2000
الاستفتاء على الدستور الفرنسي 2000 عقد في فرنسا في 24 سبتمبر 2000. تمت الموافقة على اقتراح تقليص ولاية الرئيس من سبع سنوات إلى خمس سنوات بنسبة 73.2٪ من الذين صوتوا، لكن الإقبال كان 30.2٪ فقط.

## خلفية
نوقشت فكرة ولاية مدتها خمس سنوات خلال الدورة البرلمانية الفرنسية لعام 1848، لكنها رُفضت لصالح ولاية مدتها أربع سنوات. تم تبني ولاية مدتها سبع سنوات في عام 1873 لما ولدت الجمهورية الفرنسية الثالثة. في عام 2000 قاد جاك شيراك حملة الاستفتاء لتقليص ولاية الرئيس من سبع إلى خمس سنوات. بعد إعادة انتخابه في عام 2002 انتهت فترته في عام 2007 بدلاً من عام 2009. كان الهدف من فترة الخمس سنوات أن تتبع الانتخابات التشريعية الانتخابات الرئاسية (حيث جرت الانتخابات الرئاسية في أبريل ومايو 2007، بينما جرت الانتخابات التشريعية في يونيو)، مما أدى إلى نتائج انتخابية مماثلة والحد من مخاطر التعايش.